# Avocettula recurvirostris
Avocettula recurvirostris là một loài chim trong họ Chim ruồi.